# نانسي كيندر
نانسي كوينز كيندر (ولدت عام 1952) فاعلة خير ورئيسة مؤسسة كيندر، التي أنشأتها هي وزوجها ريتشارد كيندر في عام 1997. وهي أيضا رئيسة المجلس الاستشاري لمعهد كيندر للبحوث الحضرية في جامعة رايس.

## السيرة الذاتية
ولدت نانسي كيندر وتربت في نيو أيبيريا، لويزيانا، والتحقت بأكاديمية جبل الكرمل وجامعة لويزيانا. وفي عام 1997، تزوجت نانسي من رجل الأعمال ريتشارد كيندر، يعيش الثنائي الآن في هيوستن، تكساس.

### الأعمال الخيرية
يعتبر الثنائي من أبرز من شاركوا في حملة تعهد عطاء، حملة التبرع بجزء من الثروة للأعمال الخيرية، والتي بدأها بيل جيتس ووارن بافت. حيث قرر الثنائي في عام 2011، التبرع بما يعادل 95% من ثروتهم في حياتهم.
تم إدراج الثنائي في المركز الخمسين في قائمة مجلة فوربس لأكثر رجال الأعمال سخاءً لعام 2013، وفي المركز الثامن والعشرين في قائمة 50 فاعل خير لأكثر المساهمين في الجمعيات الخيرية.

### الأنشطة السياسية
في عام 2014، تبرع كيندر وزوجته نانسي بمبلغ مليوني دولار لدعم المرشح الجمهوري جيب بوش في الانتخابات الرئاسية.

## المناصب العامة
شغلت نانسي العديد من المناصب العامة والقيادية فكانت مؤسسة ورئيسة منظمة ديسكفري جرين، أما الآن فهي عضوة في مجلس إدارة مركز إم دي أندرسون للسرطان. كما كانت عضوة في مجلس هيوستن المركزي، مستشفى هاريس (تسمى الآن بالنظام الصحي لهاريس)، جمعية علوم الحيوان في هيوستن، المجلس الاستشاري لمحاربة العمى في تكساس، معهد هيوستن للموسيقى وبيت رونالد ماكدونالد.
عملت نانسي أيضا كالمسئول المالي في الانتخابات الرئاسية عام 2005، المدير التنفيذي لمجلس أعمال حاكم تكساس، المدير التنفيذي للجنة هيوستن المضيفة للمؤتمر الوطني الجمهوري عام 1992، كما كانت المسئولة المالية للحملة الرئاسية لعام 2000 للمرشح الجمهوري جورج دبليو بوش، وعملت كمستشارة لبوش في حملته الانتخابية في عام 2004 في جنوب تكساس. وكانت ضمن الفريق الثلاثي الذين تم اختيارهم من العمدة المنتخب أنيس باركر في عام 2009.

## منظمة كيندر
أسس ريتشارد ونانسي كيندر مؤسسة كيندر في عام 1997 في محاولة منهم لتطوير ودعم التعليم وتنمية منطقة هيوستن وزيادة الحدائق والمناطق الخضراء والحفاظ على البيئة. كما تبرع الثنائي بمبلغ 15 مليون دولار لجامعة رايس في عام 2010، لبناء معهد كيندر للبحوث.
مولت المؤسسة العديد من المشاريع مثل مركز بوش في الجامعة الميثودية الجنوبية، معهد تكساس للقلب وبنك الطعام في هيوستن.
في أكتوبر 2013، تم إعلان أن المؤسسة ستتبرع بمبلغ 50 مليون دولار لمجلس حدائق هيوستن لمشروعه الطرق الخضراء 2020، والذي يهدف إلى زيادة الرقعة الخضراء في المدينة وبناء الحدائق على طول المدينة.
في عام 2014، دعمت المؤسسة المشروع الديمقراطي لجامعة ميسوري الذي يهدف لتطوير طرق الدراسة التقليدية والديمقراطية الأمريكية. وفي عام 2015، تبرعت المؤسسة بمبلغ 25 مليون دولار إلى MU لتوفير الدعم الكافي للمشروع. كما وعدت بالتبرع بمبلغ 50 مليون دولار لمتحف الفنون الجميلة في هيوستن لإعادة تطوير المتحف على مساحة 14 فدان والذي تم كشف النقاب عنه في يناير 2015.